# Eyholz
Eyholz est une localité et une ancienne commune suisse du canton du Valais.

## Histoire
Le 1er janvier 1972, Eyholz a fusionné avec la commune de Viège.